# Arbejderbevægelsens Informations Central
Arbejderbevægelsens Informations Central (AIC) var en dansk antikommunistisk propaganda- og efterretningsorganisation, der blev drevet af Socialdemokratiet og LO. Organisationen blev stiftet i 1944 og blev nedlagt i 1973.
Organisationen blev dannet 19. oktober 1944 på et fællesmøde for forretningsudvalgene for De samvirkende Fagforbund, Socialdemokratisk Forbund og Arbejdernes Fællesorganisation som en afløsning for Hovedorganisationernes Informations- og Propaganda Afdeling (HIPA), der havde virket fra 1935 til 1941. Opgaverne var nogenlunde de samme, og den blev finasieret af de tre forbund med Socialdemokratiet og DSF som de største donorer, hvorfor de også sad på de fleste pladser i bestyrelsen, hvor dog også Det kooperative Fællesforbund, Arbejderbevægelsens Erhvervsråd og Arbejdernes Oplysningsforbund havde sæde.
"I erkendelse af de store Opgaver, der venter den socialdemokratiske Arbejderbevægelse efter Krigen, vedtager Forretningsudvalgene for De samvirkende Fagforbund, Socialdemokratisk Forbund og Arbejdernes Fællesorganisation i København at oprette en fælles Informationscentral," hed det i vedtagelsen.
AIC er blevet betegnet som en ideologisk partiskole, hvor socialdemokrater, der senere blev magtfulde politikere blev skolet. Rækken af navne, der har været ansat i AIC eller siddet i organisationens bestyrelse tæller H.C. Hansen, Jens Otto Krag, Poul Hansen, Urban Hansen, Erling Dinesen, Kaj Bundvad, Kjeld Olesen, Niels Matthiasen, Oluf Carlsson, Per Hækkerup og Helge Nielsen.

## Opgaver
Det er blandt forskere til diskussion, hvorvidt AIC egentlig fungerede som en efterretningstjeneste. I sin konferensafhandling om organisationen konkluderer Iben Bjørnsson via danske kilder, at AIC drev såvel efterretningsvirksomhed som registrering af lovlig politisk virksomhed, men udenlandske kilder dokumenterer, at AIC førte et register med navne. Historikeren Bo Lidegaard skriver i biografien Jens Otto Krag 1914-1961, at Socialdemokratiet med sin kamp mod kommunismen kom til at bevæge sig ”på kanten af det demokratisk noble”. "Socialdemokratiske ministre skulle på en og samme tid lede den indædte politiske kamp mod partiets ideologiske hovedfjende og i embeds medfør være politisk ansvarlige for efterretningstjenesternes arbejde med at overvåge og infiltrere eventuel 5. kolonne-virksomhed, i hvilken DKP spillede en fremtrædende rolle. Det krævede, at den enkelte holdt tungen lige i munden, hvis de to funktioner ikke skulle sammenblandes", skriver han. Der skete en sammenblanding særligt i 1940'erne og 1950'erne, konstaterer Bjørnsson. Også Arbejdermuseet beskriver, at AIC's metoder "ikke altid tålte dagens lys".
Formelt hed det, at AIC havde til opgave at styrke Socialdemokratiets position på arbejdspladserne og desuden videreføre HIPA's arbejde. HIPA bekæmpede såvel kommunister som nazister, men da nazisterne efter krigen var væk fra det politiske landkort, blev organisationens fokus alene rettet mod kommunisterne. AIC blev med tiden en rugekasse for senere socialdemokratiske toppolitikere præcis som HIPA var det.
AIC holdt grundigt øje med kommunisterne på arbejdspladserne. Det har været fremme, at AIC førte et kartotek over kommunisterne og at man delte oplysningerne med efterretningstjenester såsom Rigspolitichefens Efterretningsafdeling som CIA, men det har med afsæt i AIC's arkiver ikke kunnet dokumenteres. Det er til gengæld dokumenteret, at AIC havde en detaljeret oversigt over DKP's opbygning og ledende personer. Der er ifølge Iben Bjørnsson grund til at tro, at man enten havde en muldvarp i DKP eller at man på anden vis havde adgang til en person internt i DKP. Der udgik med jævne mellemrum et brev til samtlige socialdemokratiske redaktører, kredsformænd og andre i organisationen med en opfordring om, «at man nøje følger Kommunisterne og notere enhver Hændelse, ligesom man i hvert Omraade bør have klart Kendskab til det stedlige kommunistiske organisations- og Propaganda-Apparats Karakter og Opbygning samt personel og Materiel.» Tilbagemeldingerne var af forskellig karakter, når de omsider kom. Ofte måtte AIC rykke for svar.

## Afsløring
Historien om, at der under den kolde krig eksisterende en socialdemokratisk efterretningstjeneste kom frem i medierne i efteråret 1998. I september bragte Weekendavisen en historie om indholdet af en afdød AIC-medarbejders dagbog. Her stod der ifølge avisen, at et samarbejde mellem organisationen og efterretningstjenesterne havde fundet sted.
Dækningen udsprang af nogle afsløringer tidligere på året om Politiets Efterretningstjeneste (PET), hvor det kom frem at tjenesten havde registreret lovlig politisk virksomhed. En temaaften om den ventede PET-kommission på DR2 24. oktober beskrev, at fagbevægelsen under den kolde krig drev sin egen efterretningstjeneste, der registrerede navne, adresser, fødselsdatoer og i nogle tilfælde ægtefæller på kommunister. Det kom også frem, at AIC var i kontakt med PET og CIA. Justitsminister Frank Jensen (S) lovede mandag 26. oktober 1998 i Aktuelt, at PET-kommissionen også skulle undersøge AIC, som han ikke forud kendte til eksistensen af.
Også statsminister Poul Nyrup Rasmussen (S) gik ind i sagen, da han i TV 2 Nyhederne 29. oktober 1998 lovede, at AIC's arkiver skulle åbnes for forskere: "Tiden er inde til, at vi i arbejderbevægelsen yder vores bidrag til historieskrivningen om forholdene under den kolde krig. Forhold, der blandt andet skal ses i lyset af Sovjets invasion af Ungarn 1956 og Tjekkoslovakiet i 1968", sagde han.
Arbejderbevægelsens Bibliotek og Arkiv, der opbevarede AIC's arkivmateriale, lukkede øjeblikkeligt arkivet for andre end forskere. Tidligere havde det været åbent for offentligheden.